# Удавчик стрункий
Удавчик стрункий (Eryx elegans) — вид змій родини удавових (Boidae). Поширений переважно в Західній і Центральній Азії, де тримається в передгір'ях і горах. 

## Опис
Дрібна змія, з сильним, щільним та валькуватим тілом завдовжки до 65 см. Самиці значно більші за самців. Довжина тіла (L. — довжина тіла від кінчика морди до клоаки) в самиць не перевищує 60 см, у самців — 45 см. Хвіст (L.cd.) короткий і тупий: співвідношення  L./L.cd. складає 4,5—8,1. Голова не відмежована від тулуба шиєю. Лоб й верхня поверхня морди злегка увігнуті. Зіниця ока вертикальна. Передні зуби на обох щелепах довші, ніж задні. По боках клоакальної щілини виступають кігтєподібні рудименти задніх кінцівок, розвиненіші в самців.

### Лускатий покрив
Луска тулуба та хвоста гладенька. Навколо середини тулуба (Sq.) 36—41 лусок. Черевних щитків (Ventr.) налічується 162—184, підхвостових (Scd.) — 24—45 пар. Підхвостові щитки або більша їх частина утворюють 1 поздовжній ряд.
Голова зверху вкрита дрібними неправильними щитками. Міжщелепний щиток дуже великий, сильно загинається на верхню поверхню голови і виступає наперед над ротовою щілиною. Між очами в поперечному ряді розташовані 6—7 щиточків неправильної форми. Око оточене 7—10 щиточками. Верхньогубних щитків 8—10. Знизу голова вкрита більш-менш однорідною лускою. 

### Забарвлення
Забарвлення верхньої сторони тіла світло-буре або сірувато-оливкове. По всій спині, починаючи з потилиці, проходять витягнуті поперек неправильної форми бурі плями, що іноді зливаються в короткі поздовжні смужки. Уздовж боків у кілька рядів тягнуться дрібні темні цятки, що поступово зникають на хвості. Від краю ока до кута рота проходить темна смужка. Черево світло-сіре з розмитими темними плямами.

## Поширення
Вид поширений у Південному Туркменістані, Північно-Східному Ірані, Північно-Західному Афганістані, спорадично в Азербайджані та Пакистані.

## Особливості біології
Населяє гірські місцевості з ксерофітною рослинністю, глинясті передгір'я та днища ущелин. Зустрічається також на висотах до 1500—2000 м над рівнем моря в арчевій зоні. 
Активний здебільшого вночі. Після зимівлі з'являється на поверхні в кінці березня — квітні. Ранньою весною удавчиків можна бачити на колоніях гризунів, де вони гріються на сонці. Улітку вдень вони ховаються під каменями або в норах гризунів.
Чисельність незначна, але місцями в Копетдазі (Туркменістан) навесні за денну екскурсію можна зустріти від 2 до 6 змій. 
Удавчик стрункий належить до яйцеживородних змій. Статева зрілість настає на 3 році життя. Вагітність триває 4—5 місяців. Самиці в серпні—вересні народжують 3—14 дитинчат довжиною 11—13 см.
Живиться дрібними гризунами та комахоїдними.

## Охорона
Стан більшості природних популяцій виду в межах ареалу залишається більш-менш стабільним. Саме тому він, згідно Червоного списку МСОП, отримав охоронний статус «відносно благополучний вид». Але в окремих регіонах спостерігається тенденція до зниження чисельності популяції виду, що потребує запровадження охоронних заходів. Тому удавчик піщаний занесений до Вашингтонської конвенції (CITES) (Додаток ІІ. Види, що можуть опинитися під загрозою зникнення у разі відсутності суворого регулювання торгівлі зразками таких видів). 